# Хосе Мануель Пакас Кастро
Хосе Мануель Пакас Кастро (англ. José Manuel Pacas Castro) — сальвадорський політик і дипломат. Міністр закордонних справ Сальвадору (01.06.1989—19.11.1993). Міністр економіки Сальвадору. 
Голова ради директорів Асоціації Падре Віто Гуарато. 
Почесний консул Індії в Сальвадорі.